# Dinopium
Dinopium – rodzaj ptaków z podrodziny dzięciołów (Picinae) w obrębie rodziny dzięciołowatych (Picidae).

## Rozmieszczenie geograficzne
Rodzaj obejmuje gatunki występujące w orientalnej Azji.

## Morfologia
Długość ciała 26–32 cm; masa ciała 67–133 g.

## Systematyka
Rodzaj ten wprowadził w 1814 roku francuski przyrodnik Constantine Samuel Rafinesque w publikacji własnego autorstwa poświęconej podsumowaniu odkryć i prac somiologicznych (tj. biologicznych). Gatunkiem typowym jest (oznaczenie monotypowe) sułtanik czerwonorzytny (D. javanense).

### Etymologia
- Dinopium (Dinopicus (gr. πικος pikos ‘dzięcioł’)): gr. δεινος deinos ‘potężny, olbrzymi’; ωψ ōps, ωπος ōpos ‘wygląd’[9].
- Chrysonotus: gr. χρυσονωτος khrusonōtos ‘złotogrzbiety’, od χρυσος khrusos ‘złoto’; νωτον nōton ‘grzbiet, plecy, tył’[10]. Gatunek typowy (oznaczenie monotypowe): Picus javanensis Ljungh, 1797.
- Tiga: epitet gatunkowy Picus tiga Horsfield, 1822[b]; sumatrzańska, lokalna nazwa Tiga dla sułtanika czerwonorzytnego[11]. Gatunek typowy (absolutna tautonimia): Picus tiga Horsfield, 1822 (= Picus javanensis Ljungh, 1797).
- Brachypternus: gr. βραχυς brakhus ‘krótki’; πτερνη pternē ‘pięta’[12]. Gatunek typowy (późniejsze oznaczenie)[13]: Picus aurantius Linnaeus 1766 (= Picus benghalensis Linnaeus, 1758).
- Brachypternopicus: rodzaj Brachypternus Strickland, 1841; łac. picus ‘dzięcioł’[14]. Gatunek typowy (późniejsze oznaczenie)[15]: Picus (Brachypternopicus) rubropygialis Malherbe, 1845 (= Picus javanensis Ljungh, 1797).
- Brahmapicus: Brahma lub Brama, najwyższy duch hinduski; łac. picus ‘dzięcioł’[16]. Gatunek typowy (późniejsze oznaczenie)[17]: Picus benghalensis Linnaeus, 1758.

### Podział systematyczny
Do rodzaju należą następujące gatunki:
- Dinopium shorii (Vigors, 1831) – sułtanik himalajski
- Dinopium javanense (Ljungh, 1797) – sułtanik czerwonorzytny
- Dinopium everetti (Tweeddale, 1878) – sułtanik palawański
- Dinopium benghalense (Linnaeus, 1758) – sułtanik żółtogrzbiety
- Dinopium psarodes (A.A.H Lichtenstein, 1783) – sułtanik cejloński